# Isochaetides freyi
Isochaetides freyi är en ringmaskart som först beskrevs av Brinkhurst 1965.  Isochaetides freyi ingår i släktet Isochaetides och familjen glattmaskar. Inga underarter finns listade i Catalogue of Life.